# Coelocnemis
Famille
Coelocnemis est un genre d'insectes coléoptères de la famille des Tenebrionidae.

## Liste d'espèces
Selon BioLib (31 décembre 2022) :
- Coelocnemis dilaticollis Mannerheim, 1843
- Coelocnemis lucia Doyen, 1973
- Coelocnemis magna LeConte, 1851
- Coelocnemis punctata LeConte, 1854
- Coelocnemis rugulosa Doyen, 1973
- Coelocnemis slevini Blaisdell, 1925
- Coelocnemis sulcata Casey, 1895

## Référence
- (en) Doyen 1973 : Systematics of the genus Coelocnemis (Coleoptera: Tenebrionidae). A quantitative study of variation. University of California Publications in Entomology 73 pp. 1-110.